# Liste du patrimoine immobilier classé de Bièvre
Cette page regroupe l'ensemble du patrimoine immobilier classé de la ville belge de Bièvre.
| Objet | Année de construction / Architecte | Adresse | Section communale  | Coordonnées                      | Numéro d’inventaire | Illustration                                                                                                  |
| --- | ---------------------------------- | ------- | ------------------ | -------------------------------- | ------------------- | --- |
| Tour de l'église Saint-Denis                                                                                  |                                    |         | Graide             | 49° 57′ 04″ nord, 5° 04′ 02″ est | 91015-CLT-0001-01   | Tour de l'église Saint-Denis                                                                                  |
| L'ensemble formé par la chapelle de Foy-Notre-Dame, les deux tilleuls qui l'encadrent et les abords immédiats |                                    |         | Oizy               | 49° 53′ 19″ nord, 5° 01′ 15″ est | 91015-CLT-0002-01   | L'ensemble formé par la chapelle de Foy-Notre-Dame, les deux tilleuls qui l'encadrent et les abords immédiats |
| L'église Saint-Hubert et son mobilier                                                                         |                                    |         | Oizy               | 49° 53′ 39″ nord, 5° 00′ 30″ est | 91015-CLT-0003-01   | L'église Saint-Hubert et son mobilier                                                                         |
| Fontaine Saint-Furcy (M) et ensemble formé par la fontaine et ses abords (S)                                  |                                    |         | Monceau-en-Ardenne | 49° 54′ 54″ nord, 4° 58′ 08″ est | 91015-CLT-0005-01   | Image manquanteTéléverser                                                                                     |